# Louis de La Vallée-Poussin
Louis de La Vallée Poussin — nome completo Louis Étienne Joseph Marie Levieux de La Vallée-Poussin — (1869 - 1938) foi um indólogo belga e um pesquisador de estudos budistas.

## Educação
La Vallée-Poussin nasceu em Liège, onde recebeu sua educação inicial. Ele estudou na Universidade de Liège de 1884 a 1888, recebendo seu doutorado com a idade de 19 anos. Estudou sânscrito, páli e avéstico sob a tutela de Charles de Harlez e Philippe Colinet de 1888 a 1890 na Universidade Católica de Lovaina, recebendo o título de docteur en langues orientales em julho de 1891. Mudando-se para Paris, ele iniciou seus estudos na Sorbona naquele mesmo ano com Victor Henri e Sylvain Lévi. Ele continuou seus estudos de avéstico e dos Gatas zoroastrianos com Hendrik Kern na Universidade de Leiden, onde também estou chinês e tibetano. Em 1893, La Valée-Poussin tornou-se professor da Universidade de Ghent ensinando gramática comparativa de grego e latim, posição na qual permaneceu até sua aposentadoria em 1929.

## Principais obras
- Nirvana
- La Morale bouddhique
- Documents d'Abhidharma : La controverse du temps, des dieux, les quatre, les trois vérités
- L’Abhidharmakośa de Vasubandhu. 6 vols. Paris: 1923-31.
- Vijñaptimātratāsiddhi: La Siddhi de Hiuan-Tsang, (1928–1929)
- L'Inde aux temps des mauryas et des Barbares, Grecs, Scythes, Parthes et Yue-Tchi
- Dynasties et histoire de l'Inde depuis Kanişka jusqu'aux invasions musulmanes (1935)
- Bouddhisme. Opinions sur l'histoire de la dogmatique
- Indo-européens et indo-iraniens. L'Inde jusque vers 300 avant J.-C, (1924)